# Mikrolegirani čelik
Mikrolegirani čelik ili sitnozrnati mikrolegirani čelik povišene čvrstoće (engl. High-strength low-alloy steel ili HSLA steel) je vrsta ugljičnog čelika koji ima povećanu čvrstoću, uz istovremenu uštedu legirajućih elemenata, a ostvaruje se primjenom postupka mikrolegiranja. Mikrolegiranje se koristi prvenstveno kod izrade konstrukcijskih čelika koje karakterizira visoka granica razvlačenja, zadovoljavajuća plastičnost, neznatna sklonost krhkom lomu, te dobra zavarljivost.
Mikrolegirajući elementi uglavnom djeluju stvaranjem karbida NbC i VC, nitrida NbN i VN, te karbonitrida V(CN) i (Nb,V)(C,N), koji sprječavaju rast austenitnog zrna. Navedeni precipitati su dovoljno gusto dispergirani, sitni, toplinski otporni i tvrdi da predstavljaju učinkovite zapreke gibanju dislokacija, te utječu na usitnjenje kristalnog zrna. Feritno-perlitno zrno bit će to sitnije što je bilo sitnije austenitno zrno. Sitna austenitna zrna imaju veću ukupnu graničnu površinu nego krupna, pa je broj feritnih klica veći.
Razvoj zavarljivih konstrukcijskih čelika započinje krajem 20-ih godina 20. stoljeća. U početku proizvodnje takvih čelika osnovni cilj bio je povećanje čvrstoće, odnosno granice razvlačenja. Međutim, polazeći od sve naglašenijih potreba za uštedom materijala i energije u posljednje vrijeme sve se veći značaj usmjerava prema žilavosti, zavarljivosti i sposobnosti oblikovanja.
Za sve moderne visokočvrste zavarljive čelike karakteristično je da su mikrolegirani s niobijem, vanadijem, titanijem ili nekim drugim mikrolegirajućim elementom. Razlika u odnosu na uobičajen sastav konstrukcijskih čelika je u relativno niskom sadržaju ugljika i dodatku mikrolegirajućeg elementa. Sadržaj mikrolegirajućeg elementa u mikrolegiranim čelicima iznosi od 0,01 do 0,1%, a sadržaj ugljika je vrlo nizak (0,02 - 0,20%). Mikrolegirajući elementi ne mijenjaju osnovnu vrstu čelika tj. nelegirani čelik ostaje nelegiran, niskolegirani čelik ostaje niskolegiran.

## Osnovni procesi povišenja čvrstoće čelika
Postojanje grešaka (dislokacija) u mikrostrukturi osnovni je razlog što metali nemaju onu čvrstoću koju bi im omogućile visoke sile razdvajanja u elementarnoj kristalnoj rešetci. Dislokacije iako snižavaju teoretsku vlačnu čvrstoću omogućavaju plastično deformiranje pri određenom opterećenju. Stoga je za povišenje otpornosti prema promjeni oblika (granica elastičnosti, vlačna čvrstoća) potrebno otežati gibanje dislokacija, ali ne ga i potpuno onemogućiti jer bi se tada izgubila sposobnost materijala za promjenu oblika (udarna radnja loma, istezanje, kontrakcija).
Očvršćivanje dislokacijama (kao linijskim greškama) temelji se na povišenju gustoće dislokacija, koje onda postojećim dislokacijama u materijalu otežavaju gibanje. Nove se dislokacije unose u materijal plastičnom deformacijom, kaljenjem i termomehaničkom obradom. Ovaj mehanizam je vrlo učinkovit u pogledu iznosa očvršćivanja, ali ako se pri unošenju novih dislokacija njihova gustoća približi graničnoj, nastupit će koncentracija naprezanja što može dovesti do napuklina i loma.

### Precipitacijsko očvršćivanje čelika
Precipitacijsko ili disperzijsko očvršćivanje čelika kvantitativno je opisao E. Orowan. On je utvrdio da submikroskopske čestice promjera od 5 do 15 nm na međusobnoj udaljenosti 15 - 45 nm učinkovito zaustavljaju gibanje dislokacija, ako je tvrdoća tih čestica dovoljno visoka. Povoljno djelovanje u cilju precipitiranja dovoljno čvrstih, sitnih i dispergiranih čestica (precipitata) imaju posebno elementi titanij, vanadij i niobij, koji s ugljikom i dušikom stvaraju karbide, nitride i karbonitride.
Pri dovoljno visokoj temperature, karbidi i nitridi mikrolegirajućih elemenata se djelomično ili potpuno otapaju. Hlađenjem do temperature transformacije γ-željeza (austenit) → α- željezo + karbid, precipitat će prouzročiti porast čvrstoće čelika. Volumni udio precipitate, kao i rezultirajuće očvršćavanje, ovisit će o veličini austenitnog zasićenja (superzasićenja) s mikrolegirajućim elementom, ugljikom i dušikom, što ovisi o temperaturi i sastavu čelika.

### Očvršćivanje čelika usitnjenjem zrna
Očvršćivanje usitnjenjem kristalnog zrna temelji se na činjenici da sitnija kristalna struktura ima veći broj granica kristalnog zrna, čime je potrebno veće naprezanje, kako bi se izazvala plastična deformacija. U realnim uvjetima se nastoji postići sitnije austenitno zrno jer ono predodređuje veličinu feritnog zrna. Veličina zrna utječe i na čvrstoću materijala, ali je taj utjecaj manji nego na granicu razvlačenja. Glavna prednost usitnjenja zrna je istodobno povišenje granice razvlačenja i sniženje prelazne temperature žilavosti.

### Mikrolegirani normalizirani sitnozrnati čelici
Sitnozrnati čelici su razvijeni prvenstveno iz čelika za nosive konstrukcije, kao što su S355J0G3 (Č. 0562) i S355J2G3 (Č0563). Budući da su umireni aluminijem i silicijem, imaju sitniju feritno-perlitnu mikrostrukturu, te zadovoljavajuću zavarljivost. Povišenjem udjela perlita (viši udio ugljika) može se postići visoka čvrstoća, ali tada opada zavarljivost i žilavost. Daljnim razvojem ove skupine čelika dodavani su mangan, nikal i krom kao legirajući elementi radi povišenja čvrstoće mehanizmom očvršćivanja pomoću kristala mješanaca (ferita). Međutim, posljedica takvog načina povišenja čvrstoće su pogoršana tehnološka svojstva (raste sklonost zakaljivanju pri zavarivanju).
Pozitivno djelovanje legirajućih elemenata na usitnjenje perlitno-feritnog zrna posebice je važno radi povišenja granice razvlačenja. Dezoksidacijom taline sekundarnim aluminijem dolazi do nastanka Al2O3 (koji prelazi u trosku), ali i AlN koji većim dijelom ostaje u čeliku jednoliko dispergiran u obliku vrlo finih čestica. Tijekom hlađenja taline nitrid AlN nastaje pri 1200 °C, a pri zagrijavanju se počinje raspadati iznad 1050 °C (potpuno se raspada > 1350 °C ,što odgovara temperaturi zone utjecaja topline tijekom zavarivanja). Zagrijavanjem takvih čelika do 1200 °C, te valjanjem do uobičajenih temperatura valjanja, kristalno zrno ostaje sitno, ako hlađenje nije bilo presporo (poželjno hlađenje na zraku). Čestice nitrida AlN “opkoljavaju“ zrno austenita i sprječavaju njegov rast (npr. pri zavarivanju, normalizaciji). Spoznaje o povoljnom utjecaju sitnijeg zrna dobivenog povoljnim djelovanjem nitrida AlN, dovele su do daljnjeg razvoja sitnozrnatih čelika.
Pored dodatka aluminija usitnjavanje zrna postiže se pojedinačnim ili kombiniranim (< 0,1%) djelovanjem mikrolegirajućih elemenata (niobij, vanadij, titan), s ciljem da se spoje s ugljikom i dušikom u karbide, nitride i/ili karbonitride, te tako pojačaju djelovanje nitrida AlN. Sniženjem završne temperature valjanja, uz prisutnost nitrida i karbida, otežava se rekristalizacija austenita, koji se ispod temperature Ar1 pretvara u sitni perlit/ferit. Sitnozrnati mikrolegirani čelici nisu osjetljivi na krhki lom. Dobra zavarljivost se postiže niskim masenim udjelom ugljika (< 0,2% C) i ekvivalentom ugljika ispod 0,4.
Mikrolegirajući elementi uglavnom djeluju stvaranjem karbida NbC i VC, nitrida NbN i VN, te karbonitrida V(CN) i (Nb,V)(C,N) koji sprječavaju rast austenitnog zrna. Navedeni precipitati su dovoljno gusto dispergirani, sitni, toplinski otporni i tvrdi da predstavljaju učinkovite zapreke gibanju dislokacija, te utječu na usitnjenje kristalnog zrna. Čelici proizvedeni na takav način uglavnom dobivaju naziv HSLA (eng. High Strength Low Alloyed) čelici ili mikrolegirani čelici. Feritno-perlitno zrno bit će to sitnije što je bilo sitnije austenitno zrno. Sitna austenitna zrna imaju veću ukupnu graničnu površinu nego krupna, pa je broj feritnih klica veći.
Osim povišenjem sadržaja perlita (povišenjem sadržaja ugljika), očvršćivanje čelika može se postići stvaranjem miješanog kristala, precipitacijskim očvršćavanjem i usitnjenjem zrna. Stvaranje miješanog kristala (npr. preko silicija) odražava se negativno na žilavost i zavarljivost. Utjecaj precipitacijskog očvršćivanja je znatno povoljnije.
Da bi se postiglo usitnjenje zrna i omogućilo precipitacijsko očvršćivanje, potrebno je provesti normalizaciju, tj. zagrijavanje do ∼ 900 °C i hlađenje na zraku. Normalizacijom će se toplo valjani čelik dovesti u austenitno područje, te će mu se ukloniti nepoželjna sekundarna struktura (trakasta struktura, usmjerenost). Zagrijavanjem i kratkim zadržavanjem na ∼ 900 °C omogućuje se spajanje aluminija i dušika u nitrid AlN, koji se fino dispergira u austenitu. Nastale čestice nitrida AlN predstavljaju klice kristalizacije perlitno-feritnih zrna.
Izlučivanje čestica nitrida pojačava se ako čelik sadrži određenu količinu niobija i/ili vanadija. Što je temperatura normalizacije viša to je viši udio otopljenog vanadija, odnosno niobija, ali i grublje zrno austenita. Stoga učinak precipitacijskog očvršćivanja u slučaju normalizacije HSLA čelika podliježe kompromisu: ne pregrubo zrno pri temperaturi austenitizacije, ali dovoljno otopljenog niobija i/ili vanadija koji će precipitacijom “čuvati“ sitnije zrno i djelovati kao zapreka za gibanje dislokacija.

### Poboljšani sitnozrnati čelici
Poboljšani sitnozrnati čelici razvijeni su u trećem stadiju razvoja čelika za nosive konstrukcije. Glavna karakteristika ovih čelika je da su kaljeni u vodi s temperature oblikovanja, te dodatno popušteni pri temperaturi 680 - 710 °C. Zahtjevi u pogledu mogućnosti dobrog zavarivanja ove skupine čelika uvjetovali su da svi čelici iz ove skupine konstrukcijskih čelika sadrže ispod 0,2% ugljika. Niskougljični martenzit je najpogodniji za postizanje zadovoljavajuće kombinacije čvrstoće i žilavosti. U odnosu na feritno-perlitnu i bainitnu mikrostrukturu, martenzit je izrazito neosjetljiv na krhki lom.
Pored legirajućih elemenata (krom, mangan, nikal, molibden, kobalt) poboljšani sitnozrnati čelici dodatno se mikrolegiraju s vanadijem, titanijem, cirkonijem i borom. Poboljšani sitnozrnati čelici se najčešće primjenjuju kod izrade kuglastih spremnika za plinove, mostova, dijelova građevinskih strojeva i dizalica, vozila, vagona, kučišta i rotora vodenih turbina, cjevovoda, dijelova brodova (npr. jarboli, štitnici pramca) itd.

## Primjena mikrolegiranih čelika
Povišeno naprezanje tečenja mikrolegiranih čelika omogućuje izradu lakših konstrukcija, tako da su se ovi čelici upotrebljavati za izradu: mostova, građevinskih strojeva, cjevovoda za hidroelektrane, dvorana u građevinarstvu, tlačnih spremnika, auto i vagon cisterni. Naročito veliku primjenu ovi čelici imaju u brodogradnji.
U primjeni ovih konstrukcija najčešće se javljaju pogreške tipa pukotina. Najveći broj pukotina otkriven je na mjestima najvećih naprezanja, a najčešće u zoni utjecaja topline zavarenih spojeva. Popravci se izvode izbrusivanjem, ako dubina pukotine ne prelazi debljinu dodatka za koroziju. Ako je pukotina dublja, popravak se obavlja vađenjem pukotine i navarivanjem. Bilo je i objekata koji su i trajno isključeni iz upotrebe zbog ozbiljnih oštećenja, od kojih su neka išla kroz cijelu debljinu materijala.
Ovisno o postignutom naprezanju tečenja razlikuju se tri grupe mikrolegiranih čelika:
- mikrolegirani čelici s naprezanjem tečenja (granica razvlačenja) do 550 MPa, koje se postiže nakon valjanja i normalizacije,
- mikrolegirani čelici s naprezanjem tečenja do 1500 MPa, koje se postiže nakon poboljšanja (kaljenje + popuštanje),
- mikrolegirani čelici pod nazivom ultračvrsti čelici s naprezanjem tečenja iznad 1500 MPa, koje se postiže termomehaničkim kontroliranim valjanjem.

### Zavarivanje mikrolegiranih čelika
Osim izračunavanja ekvivalenta ugljika, kod mikrolegiranih čelika je potrebno dodatnim ispitivanjima donijeti ocjenu o njihovoj zavarljivosti, jer uz jednaki ekvivalent ugljika, kod različitih debljina i sadržaja vodika u zavaru, pokazuju različitu osjetljivost prema hladnim pukotinama. Zato je kod mikrolegiranih čelika potrebno ispitati, između ostalih, i sljedeće utjecajne čimbenike: sklonost nastajanju toplih pukotina, sklonost nastajanju hladnih pukotina, osjetljivost zavara i zone utjecaja topline prema krhkom lomu, lamelarno trganje i sklonost nastajanju pukotina od žarenja za redukciju zaostalih naprezanja.
Unesena toplina pri zavarivanju je jedan od važnijih čimbenika koji djeluju na svojstva zavarenog spoja. Vrlo često, proizvođači čelika, između ostalog, daju preporuke za optimalnu količinu topline koja se unosi pri zavarivanju određenog čelika, na osnovi čega se mogu odrediti parametri zavarivanja (jačina struje, napon i brzina zavarivanja). Na strukturu, a time i na svojstva zone utjecaja topline i metala zavara, presudan utjecaj ima vrijeme hlađenja između temperatura 800 i 500 ºC. U tom se temperaturnom području odvija većina pretvorbi u čeliku, koje bitno utječu na njegova svojstva.